# MAD TV
MAD TV (также известный как MAD) — телевизионная сеть в Греции, транслирующая музыкальные программы — видеоклипы, музыкальные новости и интервью музыкантов, а также концерты.
Это первый греческий музыкальный телеканал, запущенный в эфир 6 июня 1996 года. Работает под управлением Андреаса Куриса. В мае 2000 года MAD TV создал первый греческий музыкальный портал, который предоставляет своим пользователям актуальную информацию не только о греческой, но и мировой музыкальной индустрии, а также обеспечивает их новейшими интернет-услугами. MAD TV также предлагает широкий выбор B2C и B2B сервисов: в частности Go MAD (интерактивный сервис) и MAD Music (5 музыкальных интерактивных аудио-каналов), доступные на Nova, (DTH-спутниковая платформа в Греции), MAD Shop (онлайн-магазин аудиозаписей), MAD Scanner (мобильный сервис, в сотрудничестве с компанией Vodafone) и многие другие.
С 2004 года телеканал вручает собственную ежегодную музыкальную премию MAD Video Music Awards. В декабре 2005 года совместно с UBI World TV запущен в эфир телеканал MAD World — первый греческий международный музыкальный телеканал, который вещает для греков за рубежом. С 2006 года работает дочерний телеканал Blue, его эфирное вещание подобно MAD World, но ориентировано прежде всего на аудиторию Северной Америки.

## Радиостанции
- MAD Radio 106.2
  - MAD Radio 107
  - Mix FM 102.2
  - Ακτίνα FM 104.7 (Керкира)
  - Best FM 98.1